# Eudromia
Az Eudromia a madarak osztályának tinamualakúak (Tinamiformes) rendjébe és a tinamufélék (Tinamidae) családjába tartozó nem.

## Rendszerezésük
A nemet Isidore Geoffroy Saint-Hilaire írta le 1832-ben, az alábbi 2 faj tartozik ide:
- gyöngyös tinamu (Eudromia elegans)
- Eudromia formosa

## Előfordulásuk
Dél-Amerika középső és déli részén honosak. A természetes élőhelyük a szubtrópusi és  trópusi legelők, szavannák, cserjések és erdők.

## Megjelenésük
Testhosszuk 37,5–41 centiméter közötti.